# 長聖寺
長聖寺（ちょうしょうじ）は、千葉県松戸市にある真言宗豊山派の寺院。

## 歴史
1616年（元和2年）、暁弁によって開山された。隣の八ヶ崎子安神社の旧別当寺であった。
当寺の本堂は、奈良平安時代の寺の建物を模して建築されている。近年になり整備された。本堂の他にも大師堂などがある。

## 交通アクセス
- 馬橋駅より徒歩21分。